# Коридоры времени
«Коридоры времени», также известен как «Мир Софии» (норв. Sofies verden) — норвежский фильм в жанре фэнтези 1999 года. Рассчитан на любую зрительскую аудиторию.

## Сюжет
Эта история рассказывает об удивительных приключениях 14-летней Софи через пространство и время. Ей предстоит встретиться с Сократом, Коперником, Шекспиром, Леонардо да Винчи, Микеланджело и многими другими.

## Актёры
- Силье Сторстейн — Софи Амундсен / Хильде
- Томас фон Брёмссен — Альберто Нокс
- Андрине Сетер — мама Софи
- Бьёрн Флоберг — Альберт Нэг
- Ганс Альфредсон — Сократ
- Нилс Вогт — учитель
- Минкен Фосхайм — мама Хильде
- Хьерсти Холмен — г-жа Йонсен
- Ингар Хельге Гимле — г-н Йонсен
- Каре Конради — Гамлет
- Эспен Скьонберг — Леонардо да Винчи
- Финн Шо — Иоганн Гутенберг
- и другие